# 산북초등학교 창구분교
산북초등학교 창구분교는 대한민국 경상북도 문경시에 있는 공립 초등학교이다.

## 학교 연혁
- 1947년 9월 1일 창구국민학교 개교

## 참고 자료
- 산북초등학교창구분교장 - 한국교육학술정보원 학교알리미